# Jan Jordan (zm. 1548)
Jan Jordan z Zakliczyna herbu Trąby (zm. w 1548 roku) – poseł na sejm piotrkowski 1524/1525 roku, sejm krakowski 1538/1539 roku, poseł na sejm piotrkowski 1533 roku z ziemi krakowskiej.
Syn kasztelana wojnickiego Mikołaja. 